# Белус Прахокс
Белус Прахокс (ісп. Belus Prajoux; нар. 27 лютого 1955) — колишній чилійський тенісист.
Найвищу одиночну позицію світового рейтингу — 66 місце досяг 12 грудня 1976, парну — 17 місце — 19 липня 1982 року.
Здобув 6 парних титулів.
Найвищим досягненням на турнірах Великого шолома був фінал в парному розряді.
Завершив кар'єру 1986 року.

## Фінали турнірів Великого шолома

### Парний розряд (1 поразка)
| Результат | Рік  | Турнір                               | Покриття | Партнер            | Суперники                  | Рахунок            |
| --------- | ---- | ------------------------------------ | -------- | ------------------ | -------------------------- | ------------------ |
| Поразка   | 1982 | Відкритий чемпіонат Франції з тенісу | Ґрунт    | Ганс Гільдемайстер | Шервуд Стюарт Ферді Тейган | 5–7, 3–6, 1–1 ret. |

## Фінали турнірів ATP за кар'єру

### Парний розряд (6–12)
| Легенда                |
| Великий шлем (0)       |
| Tennis Masters Cup (0) |
| Серія Мастерс ATP (0)  |
| Тур ATP (6)            |

| Результат | Ранг | Дата     | Турнір                                        | Покриття | Партнер            | Суперники                           | Рахунок                 |
| --------- | ---- | -------- | --------------------------------------------- | -------- | ------------------ | ----------------------------------- | ----------------------- |
| Перемога  | 1.   | Лип 1976 | Гілверсум, Нідерланди                         | Ґрунт    | Рікардо Кано       | Войцех Фібак Балаж Тароці           | 6–4, 6–3                |
| Поразка   | 1.   | Лис 1976 | Сан-Паулу, Бразилія                           | Килим    | Рікардо Кано       | Літо Альварес Віктор Печчі          | 4–6, 6–3, 3–6           |
| Поразка   | 2.   | Лис 1976 | Буенос-Айрес, Аргентина                       | Килим    | Рікардо Кано       | Карлус Кірмайр Літо Альварес        | 4–6, 5–7                |
| Поразка   | 3.   | Гру 1976 | Сантьяго, Чилі                                | Ґрунт    | Літо Альварес      | Патрісіо Корнехо Ганс Гільдемайстер | 3–6, 6–7                |
| Перемога  | 2.   | Лис 1977 | Богота, Колумбія                              | Ґрунт    | Ганс Гільдемайстер | Хорхе Ендрю Карлус Кірмайр          | 6–4, 6–2                |
| Перемога  | 3.   | Тра 1978 | Рим, Італія                                   | Ґрунт    | Віктор Печчі       | Ян Кодеш Томаш Шмід                 | 6–7, 7–6, 6–1           |
| Поразка   | 4.   | Чер 1978 | Бірмінгем, Велика Британія                    | Трава    | Хосе Луїс Клерк    | Дік Стоктон Ерік ван Діллен         | 6–4, 1–6, 6–3, 6–8, 3–6 |
| Поразка   | 5.   | Лип 1978 | Штутгарт, Західна Німеччина                   | Ґрунт    | Карлус Кірмайр     | Ян Кодеш Томаш Шмід                 | 3–6, 6–7                |
| Поразка   | 6.   | Лис 1978 | Буенос-Айрес, Аргентина                       | Ґрунт    | Хосе Луїс Клерк    | Кріс Льюїс Вен Вінітскі             | 4–6, 6–3, 0–6           |
| Поразка   | 7.   | Лис 1980 | Кіто, Еквадор                                 | Ґрунт    | Хосе Луїс Клерк    | Андрес Гомес Ганс Гільдемайстер     | 3–6, 6–1, 4–6           |
| Перемога  | 4.   | Лис 1980 | Сантьяго, Чилі                                | Ґрунт    | Рікардо Ікаса      | Карлус Кірмайр Жоао Суарес          | 4–6, 7–6, 6–4           |
| Перемога  | 5.   | Вер 1981 | Бордо, Франція                                | Ґрунт    | Андрес Гомес       | Джим Гарфейн Андерс Яррід           | 7–5, 6–3                |
| Поразка   | 8.   | Вер 1981 | Палермо, Італія                               | Ґрунт    | Хайме Фійоль       | Хосе Луїс Даміані Дієго Перес       | 1–6, 4–6                |
| Поразка   | 9.   | Лис 1981 | Сантьяго, Чилі                                | Ґрунт    | Рікардо Кано       | Ганс Гільдемайстер Андрес Гомес     | 2–6, 6–7                |
| Поразка   | 10.  | Тра 1982 | Відкритий чемпіонат Франції з тенісу, Франція | Ґрунт    | Ганс Гільдемайстер | Шервуд Стюарт Ферді Тейган          | 5–7, 3–6. 1–1 ret.      |
| Перемога  | 6.   | Лют 1983 | Вінья-дель-Мар, Чилі                          | Ґрунт    | Ганс Гільдемайстер | Жуліо Гоес Ней Келлер               | 6–3, 6–1                |
| Поразка   | 11.  | Бер 1983 | Нансі, Франція                                | Ґрунт    | Рікардо Акунья     | Ян Гуннарссон Андерс Яррід          | 5–7, 3–6                |
| Поразка   | 12.  | Лип 1983 | Бостон, США                                   | Ґрунт    | Ганс Гільдемайстер | Марк Діксон Кассіу Мотта            | 5–7, 3–6                |